# Viral Moment
«Viral Moment» — четвертий сингл американського репера Lil Durk з його п'ятого студійного альбому Just Cause Y'all Waited 2, виданий 27 квітня 2020 року. Пісню випущено всього за кілька хвилин до оголошення виходу платівки й повної інформації про неї.

## Опис
Містить «саксофонний свінґ та стрибки 808». Виконавець звертається до тих, хто заради слави й уваги готовий на будь-що. В інтерв'ю Sirius XM Дерк заявив, що у пісні також йдется про те, як він тримає свою енергію «вологою», і якщо його прихильникам нема з ким поговорити у важкі часи ізоляції під час пандемії COVID-19, то вони можуть слухати його музику як «терапію» і чути його співзвучну енергію.

## Відеокліп
Кліп вийшов одночасно з піснею 27 квітня 2020 року. Містить камео колег Дерка по лейблу Only the Family Booka600, Memo600 і Doodie Lo та репера Lil Baby. Група й ще кілька людей зависають у маєтку Дерка з грошима та коштовностями.

## Чартові позиції
| Чарт (2020)                             | Найвища позиція |
| --------------------------------------- | --------------- |
| США (Billboard Hot 100)                 | 91              |
| США (Hot R&B/Hip-Hop Songs) (Billboard) | 42              |